# Deinstitucionalizace
Deinstitucionalizace sociálních služeb je proces, který se snaží o přechod od institucionální (ústavní) péče o nesoběstačné osoby (ať už z důvodu mentálního či kombinovaného postižení nebo kvůli důsledkům stáří) k péči, která umožní setrvání v přirozeném prostředí klienta. Dochází k rušení ústavů a více se podporují komunitní sociální služby. Pokud je institucionální péče nutná, má se co nejvíce připodobnit běžnému životu v domácnostech tak, aby klienti mohli žít co nejvíce plnohodnotný život. Za cíl si klade zkvalitnění života těchto osob, aby mohly žít život srovnatelný s životem vrstevníků v běžné společnosti.

## Vývoj sociálních služeb v České republice
Zatímco v západních zemích Evropy začal proces deinstitucionalizace o několik desítek let dříve, podoba situace českých sociálních služeb byla silně ovlivněna socialistickým systémem řízení státu, kdy byla potlačena činnost neziskových organizací a občanských sdružení. Nebyl kladen důraz na vzdělávání pracovníků v sociálních službách a nebyly jasně definovány kompetence státu, krajů, okresů, obcí, ústavů či domovů. Péče byla za předchozího režimu dostupná pro všechny, kteří ji potřebovali, ale její podoba byla paternalisticko-direktivní, nebyla důsledně respektována lidská práva a důstojnost uživatelů. Do politiky státu sociální služby a jejich klienti příliš nezapadali. Ústavy byly budovány často za městem, aby existence lidí s postižením nebo sociálními problémy byla skryta. Rodiče a blízcí lidé osob s postižením byli postaveni před situaci, kdy svého blízkého byli nuceni „umístit“ do ústavu, neboť to se považovalo za jediné normální a správné řešení. Klienti byli ubytováni v pokojích i po šesti a více lidech, nosili stejné oblečení a bylo s nimi jednáno jako se svěřenci, kteří potřebují celoživotní dohled, péči, byl jim omezován svobodný pohyb, neměli možnost stýkat se se svými vrstevníky a podílet se na životě většinové společnosti.
Koncem osmdesátých a počátkem devadesátých let byly přijaty právní předpisy, které upravovaly sociální péči, avšak přes mnohé novelizace nevytvořily komplexní legislativní rámec zajišťující oblast sociální péče. Mezi hlavní nedostatky těchto právních předpisů patřilo hlavně to, že uživatel sociální péče byl považován za objekt poskytování služeb, neexistoval systém objektivního hodnocení potřeb uživatelů, nebyly vyjasněny kompetence, práva a povinnosti různých stupňů veřejné správy, nebyl zřejmý systém financování služeb. Myšlenky moderního pojetí sociální politiky včetně důležitosti sociálního začleňování se začaly ve společnosti prosazovat, ale nebyly právně zakotveny.
Rok 1989 odstartoval v České republice rozsáhlé změny ve všech oblastech – politické, ekonomické i sociální, ale trvalo téměř 20 let, než byl přijat nový zákon o sociálních službách, který završil snahy o modernizaci systému sociální péče v postkomunistické éře.

### Zákon o sociálních službách č.108/2006 Sb.
Zákon o sociálních službách byl přijat v květnu 2006 a byl vydán ve Sbírce zákonů pod číslem 108/2006 Sb. Jeho hlavním smyslem bylo opustit dosavadní paternalisticko-direktivní přístup, umožnit lidem zůstat rovnocennými členy společnosti, zajistit péči, která bude dostupná, efektivní, hospodárná i kvalitní. Péči, která bude důsledně respektovat lidská práva i důstojnost jejích uživatelů. Tato péče je proto postavená na zásadách přístupnosti a tudíž bezplatnosti sociálního poradenství pro každého, na zásadě individuálního přístupu „šitém“ potřebám jedince na míru, na zásadách odbornosti, rovnoprávnosti a dobrovolnosti, aktivizace a podpory k samostatnosti v přirozeném prostředí klientů. Zákon dále přinesl několik koncepčních změn. Byl stanoven příspěvek na péči, jehož pomocí si má klient obstarat a uhradit sociální služby, které potřebuje. Sociální služby byly rozčleněny do kategorií sociální péče (pro osoby, které nejsou zcela soběstačné) a služby sociální prevence (které mají klientovi pomoct opět se začlenit do společnosti). Byl nastaven princip uzavírání smluvního vztahu mezi poskytovatelem sociálních služeb a klientem. Zákon stanovil předpoklady pro výkon sociálního pracovníka a pracovníka v sociálních službách. Dále vznikl systém registrace sociálních služeb u krajských úřadů, bez které je nelze poskytovat. Orgán registrace sociálních služeb provádí inspekci kvality sociálních služeb, tato kvalita se hodnotí na základě Standardů kvality.

### Standardy kvality
Standardy kvality vychází z Listiny základních práv a svobod, která byla v České republice začleněna do ústavního řádu v roce 1992, tato práva a svobody vznikají narozením a jsou nezrušitelná. Standardy kvality staví na tomto dokumentu a snaží se zamezit jejich porušování v rámci poskytování sociálních služeb, především pak v rezidenčních službách, kde jsou klienti ještě více zranitelní. MPSV doporučovalo aplikaci Standardů kvality od roku 2002, ale k jejich právnímu zakotvení došlo až v roce 2007. „Znění kritérií Standardů je obsahem přílohy č. 2 vyhlášky MPSV č. 505/2006 Sb., prováděcího předpisu k zákonu č. 108/2006 Sb., o sociálních službách, v platném znění.“

## Koncepce podpory transformace pobytových sociálních služeb
Země Evropské unie se zabývají procesem deinstitucionalizace sociálních služeb a podporou služeb komunitního charakteru, které umožňují klientovi být ve svém přirozeném prostředí, od 70. let minulého století. Česká republika se přijetím „Koncepce podpory transformace pobytových sociálních služeb v jiné typy sociálních služeb, poskytovaných v přirozené komunitě uživatele a podporující sociální začlenění uživatele do společnosti“ připojila k západním zemím, kde tento proces započal dříve. Tato koncepce byla schválena usnesením vlády České republiky č. 127 ze dne 21. února 2007 a stala se tak základem, na kterém jsou nyní poskytovány rezidenční služby. Koncepce se opírá o Standardy kvality a Zákon o sociálních službách č. 108/2006 Sb. Jednotlivé kroky ke změně definuje koncepce pro dvě odlišné cílové skupiny klientů, u kterých často dochází k institucionalizaci a kde je potřeba zřizovat více terénních a ambulantních služeb, jsou to „Koncepce podpory transformace ústavní sociální péče pro osoby se zdravotním postižením“ a „Koncepce podpory transformace sociálních služeb pro seniory“.

### Osoby se zdravotním postižením
Cílem transformace ústavní sociální péče pro osoby se zdravotním postižením je zredukovat rozsáhlou ústavní péči a podporovat rozvoj terénních a ambulantních služeb, tím vytvořit síť služeb, které uživatelům se zdravotním postižením umožní žít v přirozené komunitě, místo výstavby nebo nákladné rekonstrukce stávajících ústavních zařízení podpořit výstavbu chráněných bytů a domů v běžné zástavbě a zbývající ústavní péči humanizovat. K tomu slouží hlavně zavedení standardů kvality v sociálních službách, díky nimž se zvyšuje odbornost, kvalita a individualizace poskytované služby. Celkově se zmenšuje míra péče nesoucí s sebou závislost na pečovatelích a přechází se k podpoře využití vlastních možností a kapacit klienta a jeho sebeaktivaci. Toto přehodnocení každého uživatele sociální péče má být individuální a má zahrnovat prověření diagnóz, komplexní diagnostiku, nastavení optimální medikace a zjištění míry a formy potřebné podpory. Na základě této komplexní analýzy jsou vytvářeny individuální plány péče a podpory, které zahrnují i osobní představu klientů o jejich životě, terapeutické působení, možnosti vzdělávání, eventuálně přípravy na zaměstnání. Součástí transformace je i revize naplňování lidských a občanských práv uživatelů v souvislosti ke způsobilosti k právním úkonům a ve vztahu k opatrovnictví.

### Senioři
Na péči o seniory se podílí v různé míře rodina a formální organizace. Velkým problémem jsou ústavní zařízení, kde lze jen obtížně realizovat individuální péči zaměřenou na konkrétního jedince. Klienti v těchto zařízeních často ztrácejí svoji samostatnost, autonomii, jejich život je organizován režimem zařízení, nemohou sami vykonávat činnosti, na které byli zvyklí. Pokud navíc trpí různými formami demence a podobně, jsou ohroženi nepochopením jejich individuálních potřeb či nerespektováním jejich práv. Hlavním cílem tohoto dokumentu je proto podpora humanizace stávajících ústavních zařízení (domovů pro seniory) a podpora výstavby malých bytových jednotek a nízkokapacitních bytových zařízení v běžné zástavbě s poskytováním služeb, které dovolí seniorům co nejdéle zůstat v jejich přirozeném prostředí. Klíčové je především přiblížení podmínek běžnému životu v přirozeném prostředí, snižování závislosti na péči a budování dostupné sítě kvalitních terénních a ambulantních služeb zejména v oblasti sociálně zdravotní.  
Koncepce se zabývá humanizací sociálních služeb, jejich financováním, personálním zajištěním, zahraniční praxí, možnými překážkami v realizaci transformace v České republice, osvětou i vzděláním, definuje konkrétní cíle a opatření. Koncepce byla stanovena na období let 2007 – 2013, ale je předpoklad, že proces transformace bude probíhat několik dalších desítek let. Zprávy o plnění koncepce pro jednotlivé roky, jakož i samotná koncepce jsou ke stažení na webových stránkách MPSV. Závěrečná zpráva byla sepsána v roce 2016 a většina opatření, která definuje koncepce, byla splněna.

## Realizace
MPSV realizovalo projekty „Podpora transformace sociálních služeb“, který ověřoval plnění deinstitucionalizace, do kterého se zapojilo 32 zařízení a byl ukončen v roce 2013, a projekt „Transformace sociálních služeb“, který byl zaměřen na vzdělávací programy, konzultace a supervize, zapojilo se do něj 40 zařízení a skončil v roce 2015. Na tyto projekty navázal projekt „Život jako každý jiný“ pro období 2016–2019, který se zaměřuje na podporu krajů a obcí a na systémové změny, zároveň také na změny ze stran dalších profesí (lékaři, soudci, policisté, apod.), které se podílejí na začleňování lidí s postižením do společnosti.
Deinstitucionalizací a transformací v oblasti sociálních služeb se zabývá také Národní strategie rozvoje sociálních služeb na období 2016–2025, kde je tato problematika jednou z osmi oblastí, o kterých tento dokument pojednává.
Proces transformace a deinstitucionalizace zaštiťuje a realizuje Národní centrum podpory transformace sociálních služeb.